# Slovio
Slovio je umělý jazyk vytvořený slovenským lingvistou Markem Hučkem. Slovio je mezinárodní pomocný jazyk vytvořený, aby usnadnil uživatelům slovanských jazyků vzájemnou komunikaci. Gramatika je uměle založena na podobných principech jako u esperanta (jednotné koncovky podstatných, přídavných jmen a sloves, žádné ohýbání), ale slovní zásoba je založena na běžně používaných slovech ze slovanských jazyků. Podle autora mu rozumí více než 400 milionů lidí bez jakéhokoliv předcházejícího učení.

## Abeceda
Slovio používá latinku:
a b c cx d e f g gx h hh i j k l m n o p q r s sx t u v z zx
Neobvyklá výslovnost:
- cx - č
- gx - dž
- sx - š
- zx - ž
- hh - h nebo ch

další doporučená písmena:
- hq - vždy h
- hx - vždy ch
- wx - šč
- q - změkčovadlo předchozí hlásky (místo českého háčku)
- x - ks

Slovio se může zapisovat i cyrilicí
- A a - А а
- B b - Б б
- C c - Ц ц
- Cx cx - Ч ч
- D d - Д д
- E e - Е е
- F f - Ф ф
- G g - Г г
- Gx gx - ДЖ дж
- H h - Х х
- I i - И и
- J j - Й й
- K k - К к
- L l - Л л
- M m - М м
- N n - Н н
- O o - О о
- P p - П п
- R r - Р р
- S s - С с
- Sx sx - Ш ш
- T t - Т т
- U u - У у
- V v - В в
- X x - Кс кс
- Wx wx - Щ щ
- Z z - З з
- Zx zx - Ж ж

## ModlitbaOtče nášv jazyce slovio
```
Nasx otec ktor es om nebes,
Sviatju es tvoi imen,
Tvoi krolenie pridib,
Tvoi vola bu na Zemla takak om nebes,
Darij nams nasx denju hleb,
I uprostij nams nasx grehis,
takak mi uprostime,
tamktor grehijut proti nams,
I ne vestij nams vo pokusenie,
no spasij nams ot zlo.
```

## Ukázka slovní zásoby
- Polakia - Polsko
- Polakju jazika - polština
- dom - dům
- sobak - pes
- kot - kočka
- doska - deska
- sad - zahrada
- knig - knížka
- jazika - jazyk

## Číslovky
din - dva - tri - cxtir - piat - sxes - siem - vos - dev - des

## Podobné projekty univerzálního slovanského jazyka
Ve slovanském jazykovém kontinuu vznikla celá řada umělých univerzálních jazyků. Svým způsobem byla takovým jazykem už i cyrilometodějská staroslověnština, protože byla také sestavena umělým zásahem[zdroj?]. Od 19. století je patrný vzrůstající zájem o obnovení mezislovanské komunikace v jednom univerzálním jazyce. Seznam všech jazyků je uveden na stránkách Jana van Steenbergena .